# Patrick Ekeng
Patrick Claude Ekeng Ekeng (Yaoundé, 26 maart 1990 – Boekarest, 6 mei 2016) was een Kameroens voetballer die speelde als middenvelder. Ekeng maakte in 2015 zijn debuut in het Kameroens voetbalelftal, waarvoor hij twee keer uitkwam. In 2016 overleed hij tijdens een wedstrijd van zijn laatste club, Dinamo Boekarest.

## Clubcarrière
Ekeng speelde vanaf 2006 in de jeugdopleiding van Canon Yaoundé, de grootste voetbalclub van Yaoundé, de geboortestad van de voetballer. In 2008 maakte hij zijn debuut in het eerste elftal van de club en een jaar later verkaste hij naar Frankrijk, waar hij een driejarige verbintenis met Le Mans ondertekende. Zijn eerste professionele voetbalwedstrijd speelde hij op 20 augustus 2010, toen door Le Mans met 0–2 werd verloren van LB Châteauroux in de Ligue 2. Ekeng mocht in deze wedstrijd in de tweede helft invallen. Omdat hij niet veel aan spelen toekwam, werd hij voor een half jaar op huurbasis gestald bij Rodez. Voor deze club speelde hij dertien wedstrijden. In juni 2011 keerde de middenvelder terug bij Le Mans en in twee seizoenen speelde hij vierendertig competitiewedstrijden.
In 2013 degradeerde Le Mans uit de Ligue 2, waarna Ekeng de club verliet. Hij stapte transfervrij over naar het Zwitserse Lausanne Sports, waar hij een tweejarig contract ondertekende. In Zwitserland speelde hij achtentwintig wedstrijden in de competitie en na één seizoen vertrok hij weer. Córdoba CF werd zijn nieuwe club en ook hier tekende hij voor twee jaar. Ook bij Córdoba speelde hij niet langer dan één seizoen, want in 2015, na de degradatie van de club uit de Primera División, liet Ekeng zijn contract ontbinden. Een aantal maanden zat de Kameroener zonder werkgever, maar op 11 januari 2016 tekende hij voor Dinamo Boekarest. Voor deze club speelde hij uiteindelijk twaalf officiële wedstrijden.
Op 6 mei 2016 speelde Ekeng zijn laatste wedstrijd. Dinamo speelde die dag tegen Viitorul Constanța in de Liga 1. Ekeng kwam in de drieënzestigste minuut als invaller in het veld bij een stand van 3–2 in het voordeel van Dinamo. Zeven minuten later zakte de middenvelder op het veld in elkaar als gevolg van een hartinfarct. Hierop werd hij vervoerd naar het ziekenhuis, alwaar hij overleed. Als reactie op zijn overlijden legde de FRF de competitie stil en werd een onderzoek ingesteld. Later werd bekend dat de juiste apparatuur niet aanwezig was om Ekeng te helpen.

## Interlandcarrière
Ekeng speelde voor het onder-20 team van Kameroen. Met dat elftal was hij actief op Afrikaanse jeugdtoernooi 2009, waar Kameroen de finale verloor. Zijn debuut in het Kameroens voetbalelftal maakte de middenvelder op 7 januari 2015, toen met 1–1 gelijkgespeeld werd tegen Congo-Kinshasa. Tijdens dit duel viel hij na zevenenvijftig minuten in voor Franck Kom. Twee dagen later nam bondscoach Volker Finke hem op in zijn selectie voor de Afrika Cup 2015. Op dit toernooi werd Kameroen uitgeschakeld in de groepsfase en Ekeng kwam in alle drie duels niet in actie.

### Gespeelde interlands
| Interlands van Patrick Ekeng voor Kameroen | Interlands van Patrick Ekeng voor Kameroen | Interlands van Patrick Ekeng voor Kameroen | Interlands van Patrick Ekeng voor Kameroen | Interlands van Patrick Ekeng voor Kameroen | Interlands van Patrick Ekeng voor Kameroen |
| №                                          | Datum                                      | Wedstrijd                                  | Uitslag                                    | Competitie                                 | Goals                                      |
| Als speler bij Córdoba CF                  | Als speler bij Córdoba CF                  | Als speler bij Córdoba CF                  | Als speler bij Córdoba CF                  | Als speler bij Córdoba CF                  | Als speler bij Córdoba CF                  |
| ------------------------------------------ | ------------------------------------------ | ------------------------------------------ | ------------------------------------------ | ------------------------------------------ | ------------------------------------------ |
| 1                                          | 7 januari 2015                             | Kameroen – Congo-Kinshasa                  | 1 – 1                                      | Vriendschappelijk                          |                                            |
| 2                                          | 10 januari 2015                            | Zuid-Afrika – Kameroen                     | 1 – 1                                      | Vriendschappelijk                          |                                            |

## Clubstatistieken
| Seizoen | Club             | Competitie           | Competitie | Competitie | Beker | Beker | Internationaal | Internationaal | Totaal | Totaal |
| Seizoen | Club             | Competitie           | Wed.       | Dlp.       | Wed.  | Dlp.  | Wed.           | Dlp.           | Wed.   | Dlp.   |
| ------- | ---------------- | -------------------- | ---------- | ---------- | ----- | ----- | -------------- | -------------- | ------ | ------ |
| 2010/11 | Rodez            | Championnat National | 13         | 0          | 0     | 0     | —              | —              | 13     | 0      |
| 2010/11 | Le Mans          | Ligue 2              | 1          | 0          | 0     | 0     | —              | —              | 1      | 0      |
| 2011/12 | Le Mans          | Ligue 2              | 16         | 1          | 5     | 1     | —              | —              | 21     | 2      |
| 2012/13 | Le Mans          | Ligue 2              | 18         | 0          | 2     | 0     | —              | —              | 20     | 0      |
| 2013/14 | Lausanne Sports  | Super League         | 28         | 2          | 2     | 1     | —              | —              | 30     | 3      |
| 2014/15 | Córdoba CF       | Primera División     | 14         | 1          | 1     | 0     | —              | —              | 15     | 1      |
| 2015/16 | Dinamo Boekarest | Liga 1               | 10         | 0          | 2     | 1     | —              | —              | 12     | 1      |
| Totaal  | Totaal           | Totaal               | 100        | 4          | 12    | 3     | 0              | 0              | 112    | 7      |